# ACR Women Elite
ACR Women Elite var et dansk cykelhold for kvinder. Det blev etableret i starten af 2023, og kørte i sin eneste sæson som et klubteam i den danske A-klasse. Holdet blev oprettet af Amager Cykle Ring og fik base i Kastrup. Med ni ryttere var det til dato klubbens største kvindehold som blev sendt i konkurrence. Holdet kørte kun én sæson, da det fra 2024-sæsonen fusionerede med Team Interklima ABC Copenhagen, og Amager Cykle Ring blev tilføjet som moderklub for holdet.

## Holdet

### 2023
| Trup 2023                    | Trup 2023        | Trup 2023                                 | Trup 2023 |
| Rytter                       | Fødselsdag       | Seneste hold                              |           |
| ---------------------------- | ---------------- | ----------------------------------------- | --------- |
| Julie Abrahamsen             | 11. juli 1998    | Arbejdernes Bicycle Club København (2022) |           |
| Melanie Brunhofer            | 23. maj 1991     | Team La Musette (2022)                    |           |
| Rosa Maria Klöser            | 24. juni 1996    | Amager Cykle Ring (2022)                  |           |
| Julie Enevoldsen Kynde       | 1994             |                                           |           |
| Kathrine Olivia Madsen       | 13. februar 2001 | Arbejdernes Bicycle Club København (2022) |           |
| Kirstine Frida Rysbjerg Munk | 2. februar 1996  | Team Nyt Syn powered by Fialla (2022)     |           |
| Mie Nordlund Pedersen        | 23. oktober 1990 | Holte MTB Klub (2022)                     |           |
| Caroline Kirk Schad          | 1. april 1997    | Amager Cykle Ring (2022)                  |           |
| Anna Serop                   | 9. august 1999   | Københavns Triathlonklub (2022)           |           |
|                              |                  |                                           |           |
| Kilde: ProCyclingStats       |                  |                                           |           |